# (96506) Oberösterreich
(96506) Oberösterreich ist ein im mittleren Hauptgürtel gelegener Asteroid. Er wurde am 26. Juli 1998 von dem österreichischen Amateurastronomen Erich Meyer an der Sternwarte Davidschlag (IAU-Code 540) entdeckt. Die Sternwarte befindet sich im Ortsteil Davidschlag der Gemeinde Kirchschlag bei Linz, Oberösterreich.
Der mittlere Durchmesser von (96506) Oberösterreich wurde mithilfe des Wide-Field Infrared Survey Explorers (WISE) mit 3,968 (±0,117) Kilometer berechnet, die Albedo mit 0,102 (±0,019). Der Asteroid gehört der Spektralklasse C an und besitzt eine Absolute Helligkeit von 15,14 mag.
(96506) Oberösterreich wurde am 20. Mai 2008 nach dem österreichischen Bundesland Oberösterreich benannt, in dem sich die Sternwarte befindet, mit der er entdeckt wurde. Außerdem wurde in der Benennung Johannes Kepler genannt, der zwischen 1612 und 1626 in Oberösterreich lebte und dort 1618 das 3. Kepler Gesetz entdeckte.